# 7月21日 (旧暦)
旧暦7月21日（きゅうれきしちがつにじゅういちにち）は、旧暦7月の21日目である。六曜は先負である。

## できごと
- 安政3年（グレゴリオ暦1856年8月21日） - 初代アメリカ総領事タウンゼント・ハリスが伊豆下田に到着

## 誕生日
- 嘉永5年（グレゴリオ暦1852年9月4日） - 小室案外堂、ジャーナリスト（+ 1885年）

## 忌日
- 文武天皇3年（ユリウス暦699年8月21日） - 弓削皇子、皇族
- 正平23年/応安元年（ユリウス暦1368年9月3日） - 新田義宗、武将（* 生年不詳）
- 嘉吉3年（ユリウス暦1443年8月16日） - 足利義勝、室町幕府7代将軍（* 1434年）
- 宝暦3年（グレゴリオ暦1753年8月19日） - 秋月種弘、高鍋藩第5代藩主（* 1687年）